# Staropramen

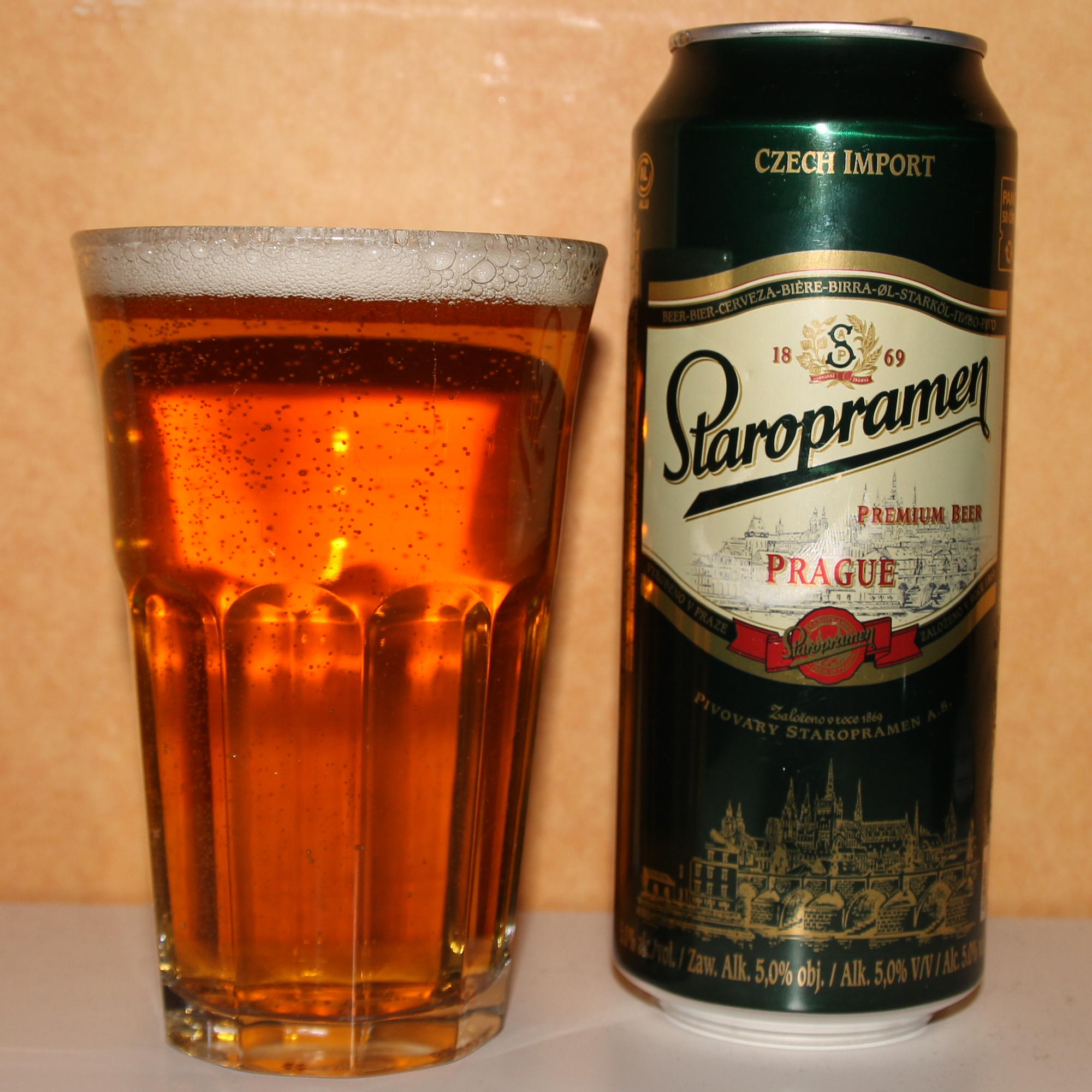
Staropramen Premium Beer

Staropramen est une marque de bière et l'une des plus grosses brasseries de République tchèque, appartenant au groupe Molson Coors Brewing Company.

## Histoire
La brasserie fut fondée en 1869 à Prague, où elle fut construite selon les plans de l'ingénieur Gustav Noback. À partir de 1871, la bière est commercialisée, et en 1911, la marque « Staropramen » (ce qui signifie « vieille source » en tchèque) est déposée.
František Tichý, artiste avantgardiste tchèque, créa le logo de la brasserie. Après la Seconde Guerre mondiale, l'usine est saisie et nationalisée. Puis en 1989, après la chute du régime communiste, la brasserie, bénéficiant de l'apport de capitaux étrangers, change son statut pour devenir une société par actions.
Depuis 1993, le groupe britannique Bass est actionnaire majoritaire, avec plus de 80 % des actions au capital. Bass a été lui-même racheté par le géant de la bière InBev en 2000. En 2009, le groupe de capital-investissement CVC Capital Partners achète les actifs de Anheuser-Busch InBev en Europe de l'Est et en Europe centrale (Staropramen) pour former StarBev. Cette entreprise est rachetée par Molson Coors Brewing Company en 2012.
Déjà, en 1884, Staropramen exportait jusqu'aux États-Unis. Mais après la Seconde Guerre mondiale, il fallut attendre le début des années 1950 pour que la fin des pénuries de matières premières permette à nouveau à la société d'exporter. Aujourd'hui, Staropramen Export est la troisième plus grosse société d'exportation de bière de République tchèque, présente sur le marché de trente-sept pays, en Amérique du Nord et en Europe.

## Bières
Disponibles en République tchèque :
Sous la marque Staropramen

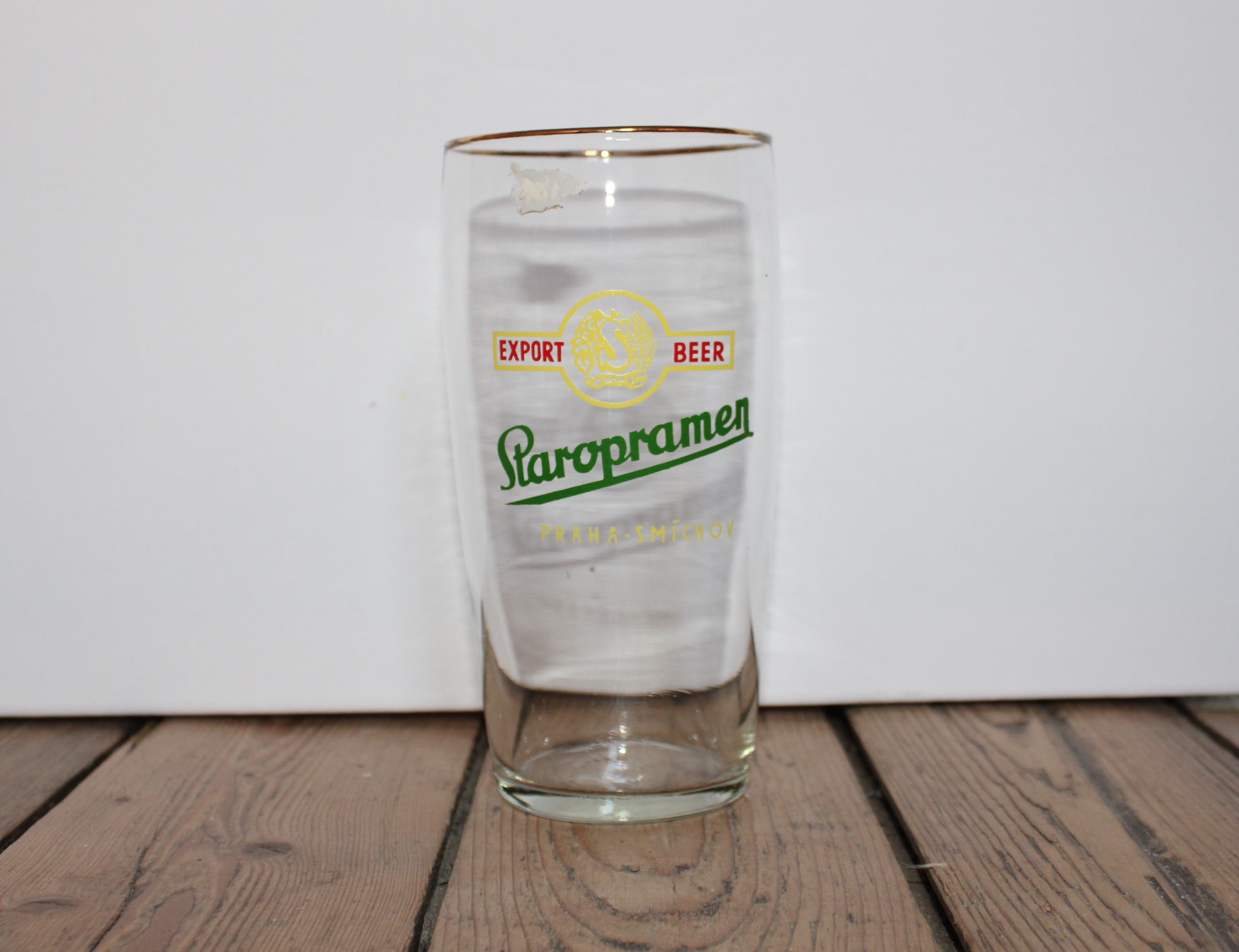
Ancien verre à Bière Staropramen Praha-Smichov.

- Staropramen Světlý - Bière blonde (10° - desítka) à 4,0 %
- Staropramen 11 - Lager claire (11° - jedenáctka) à 4,7 %
- Staropramen Ležák - Lager claire (12° - dvanáctka) à 5,0 %
- Staropramen Černý - Lager brune (12° - tmavá dvanáctka) à 4,4 %
- Staropramen Granát - Lager ambrée (14° - čtrnáctka) à 5,0 %
- Staropramen Nealko - Bière sans alcool claire avec  0,5 % d'alcool max.
- D pivo - Bière light (Diätbier) à 4,0 %

Autres marques distribuées :
- Braník
- Velvet
- Ostravar
- Stella Artois
- Hoegaarden White
- Leffe bruin
- Sládkův Měšťan
- Vratislav

Il existe aujourd'hui trois bières de la marque Staropramen disponibles sur le marché européen (France, Allemagne, Belgique…) : une blonde de type Lager (Premium Lager), une bière ambrée (Granát) et une bière brune (Dark) :
- Staropramen Premium Lager - Lager
- Staropramen Granat - Ambrée
- Staropramen Dark - Brune